# レティシア・ユベール
レティシア・ユベール（Laëtitia Hubert、1974年6月23日 - ）は、フランス出身の女性元フィギュアスケート選手で、現在はフィギュアスケートのテクニカル審判員。1992年アルベールビルオリンピックから2002年ソルトレイクシティオリンピックまで4大会連続女子シングルフランス代表。1991年世界ジュニアフィギュアスケート選手権優勝。なお、名前の本来の読みはフランス語でラエティティア・ユベールである。

## 経歴
3歳でスケートを始める。1990年のヨーロッパフィギュアスケート選手権でシニアデビューを果たす。地元フランスで開催される1992年アルベールビルオリンピックの参加枠が掛かった、1991年世界フィギュアスケート選手権では、オリジナルプログラム（現・ショートプログラム）のウォーミングアップ中に後方から来た伊藤みどりと激突した影響により、26位となる予選落ちを喫してしまう。しかし同僚のスルヤ・ボナリーがこの大会で5位になったため、フランス代表の女子シングル枠は2枠を獲得した。
翌1992年の世界ジュニアフィギュアスケート選手権で優勝。同年のアルベールビルオリンピックではオリジナルプログラムで5位と好スタートを切るが、フリースケーティングで大きく崩れ、12位に留まった。
1994年、リレハンメルオリンピックでは17位に終わる。
1997年、ラリック杯で優勝。ISUチャンピオンシリーズファイナルの補欠となった。同大会を前に出場権があったミシェル・クワンが欠場を決めたため、補欠のユベールに出場の機会がめぐってきたが、出場は見送った。
1998年、長野オリンピックは20位と惨敗。特にフリーではジャンプが殆ど成功出来ず、途中から戦意喪失のような演技となってしまうが、NHKテレビ中継解説の佐藤有香は「彼女のあの態度は選手として恥ずかしい事です」と手厳しいコメントを述べていた。
2002年ソルトレイクシティオリンピックでは15位。オリンピックには4大会連続出場を果たし、長野五輪では酷評をした佐藤有香も「長期間選手としての身体能力を維持できたことは素晴らしい」と評価した。ただオリンピックで結果を残せたとは言い難く、1度も8位以内の入賞はならなかった。同2002年世界フィギュアスケート選手権の出場を最後に現役引退。なお世界選手権は過去9回出場し、1992年と1998年の4位が最高位だった。
現在はテクニカル審判員、コーチとして活動を続けている。2011年、アメリカ・アトランティック・シティでのthe 2011 Caesars Tribute Showでプロスケートに復帰した。

## 主な戦績
| 大会/年          | 89-90 | 90-91 | 91-92 | 92-93 | 93-94 | 94-95 | 95-96 | 96-97 | 97-98 | 98-99 | 99-00 | 00-01 | 01-02 |
| ---------------- | ----- | ----- | ----- | ----- | ----- | ----- | ----- | ----- | ----- | ----- | ----- | ----- | ----- |
| 冬季オリンピック |       |       | 12    |       | 17    |       |       |       | 20    |       |       |       | 15    |
| 世界選手権       | 21    | 26    | 4     |       | 棄権  | 6     |       | 6     | 4     |       |       | 17    | 12    |
| 欧州選手権       | 14    | 10    | 6     |       | 11    | 12    |       | 12    |       | 棄権  |       |       | 8     |
| ラリック杯       |       |       |       | 3     |       |       |       |       | 1     |       |       |       |       |
| フランス選手権   | 2     | 2     | 2     | 3     | 3     | 3     |       | 4     | 1     | 1     |       | 2     | 2     |
| 世界Jr.選手権    | 6     | 6     | 1     |       |       |       |       |       |       |       |       |       |       |